# Liste der Abgeordneten zum Kärntner Landtag (10. Wahlperiode)
Diese Liste der Abgeordneten zum Kärntner Landtag (10. Wahlperiode) listet alle Abgeordneten zum Kärntner Landtag in der 10. Wahlperiode auf. Die Angelobung der Abgeordneten erfolgte am 21. September 1909, die letzte Sitzung der 10. Wahlperiode wurde am 3. März 1914 einberufen. Dem Landtag gehörten dabei 10 Vertreter des „großen Grundbesitzes“ (GG), 10 Vertreter der Städte, Märkte und Industrialorte (SMI), 3 Vertreter der Handels- und Gewerbekammer (HGK), 15 Vertreter der Landgemeinden (LG) und 4 Vertreter der „allgemeinen Wählerklasse“ (AWK) an.

## Sessionen
Die 10. Wahlperiode war in drei Sessionen unterteilt:
- I. Session: vom 21. September 1909 bis 9. Oktober 1909 sowie vom 17. Jänner 1910 bis 19. Februar 1910 (38. Sitzungen)
- II. Session: vom 20. September 1910 bis 12. November 1910 (35. Sitzungen)
- III. Session: vom 11. Jänner 1912 bis 29. Februar 1912, vom 24. September 1912 bis 28. September 1912 sowie vom 3. Februar 1914 bis 3. März 1914 (66. Sitzungen)

## Landtagsabgeordnete
| Name                         | Wahlklasse | Wahlbezirk | Region                                                      | Anmerkung |
| ---------------------------- | ---------- | ---------- | ----------------------------------------------------------- | --- |
| Aichelburg-Labia Leopold von | GG         |            |                                                             | |
| Aichelburg-Labia Franz von   | GG         |            |                                                             | |
| Angerer Hans                 | SMI        | II.        | Villach                                                     | |
| Breitegger Ignaz             | LG         | VIII.      | Villach, Paternion, Rosegg                                  | |
| Burger Max von               | HGK        |            |                                                             | |
| Dietrich Wilhelm von         | HGK        |            |                                                             | am 30. Juni 1913 verstorben |
| Dobernig Josef Wolfgang      | HGK        |            |                                                             | 3. Februar 1914 für Wilhelm von Dietrich angelobt |
| Dreyhorst Josef              | SMI        | VIII.      | Hermagor, Tarvis, Malborghet, Bleiburg-Kreuth               | |
| Ellersdorfer Florian         | LG         | V.         | Völkermarkt, Eberndorf                                      | |
| Eich Wilhelm                 | AWK        |            |                                                             | |
| Gailer Johann                | LG         | VIII.      | Villach, Paternion, Rosegg                                  | |
| Gorton Wilhelm               | GG         |            |                                                             | |
| Grafenauer Franz             | LG         | VI.        | Bleiburg, Eisenkappel                                       | |
| Größbauer Philipp            | AWK        |            |                                                             | |
| Helldorff Ferdinand von      | GG         |            |                                                             | |
| Hofer Johann                 | LG         | XII.       | Gmünd, Millstatt, Obervellach                               | |
| Hönlinger Alois              | LG         | IV.        | Friesach, Althofen, Gurk                                    | |
| Huber Franz                  | LG         | II.        | Feldkirchen                                                 | |
| Kahn Josef                   | VS         |            |                                                             | Aus gesundheitlichen Gründen legte er das Bischofsamt (und damit auch das Mandat in der Kammer) nieder. Am 20. November 1910 wurde Balthasar Kaltner Bischof und nahm das Mandat ab dem 11. Januar 1912 wahr |
| Kaltner Balthasar            | VS         |            |                                                             | ab dem 11. Januar 1912 für Josef Kahn |
| Kapeller Karl                | LG         | XI.        | Spittal, Greifenburg, Winklern                              | |
| Kirschner Franz              | LG         | I.         | Klagenfurt Umgebung und Ferlach                             | |
| Knapitsch Franz von          | GG         |            |                                                             | |
| Krampl Josef                 | LG         | VII.       | Wolfsberg, St. Leonhard, St. Paul                           | |
| Lemisch Arthur               | GG         |            |                                                             | |
| Lemisch Josef                | SMI        | I.         | Klagenfurt                                                  | |
| Lerchbaumer Johann           | SMI        | I.         | Klagenfurt                                                  | |
| Lodron-Laterno Albert        | GG         |            |                                                             | am 14. Februar 1914 verstorben |
| Metnitz Gustav von           | AWK        |            |                                                             | |
| Michor Simon                 | LG         | IX.        | Tavis, Arnoldstein                                          | |
| Orsini-Rosenberg Heinrich    | GG         |            |                                                             | |
| Pichler Josef                | SMI        | VII.       | Spittal, Gmünd, Greifenburg, Obervellach, Oberdrauburg      | |
| Pierl Raimund                | SMI        | I.         | Klagenfurt                                                  | |
| Pinteritsch Hans             | SMI        | V.         | Völkermarkt, Bleiburg, Eisenkappel                          | |
| Pirker Alois                 | LG         | III.       | St. Veit, Eberstein                                         | |
| Poltnigg Alois               | HGK        |            |                                                             | |
| Rieder Konstantin            | SMI        | IV.        | Friesach, Straßburg, Althofen, Hüttenberg                   | |
| Steinwender Otto             | AWK        |            |                                                             | |
| Sterneck Walter von          | GG         |            |                                                             | |
| Suppan Johann                | GG         |            |                                                             | † 30. Mai 1910; nachgewählt wurde Albert Wirth |
| Walcher Konrad               | LG         | VII.       | Wolfsberg, St. Leonhard, St. Paul                           | |
| Waldner Viktor               | LG         | X.         | Hermagor, Kötschach                                         | |
| Winkler Karl                 | SMI        | VI.        | Wolfsberg, St. Leonhard, St. Andrä, St. Paul, Unterdrauburg | |
| Wieser Anton                 | LG         | I.         | Klagenfurt Umgebung und Ferlach                             | |
| Wirth Albert                 | GG         |            |                                                             | ab der II. Session, 1910 |
| Zaubeck Franz                | SMI        | III.       | St. Veit, Feldkirchen                                       | |